# Dodge Center
Dodge Center – miasto w Stanach Zjednoczonych, w stanie Minnesota, w hrabstwie Dodge.